# Giorno di silenzio a Tangeri
Giorno di silenzio a Tangeri è un racconto di Tahar Ben Jelloun pubblicato nel 1989.
L'opera si configura come una lunga rievocazione e riflessione sul passato, sul presente e sul senso dell'esistenza umana, sul ruolo che le relazioni e gli affetti giocano nel rendere l'esistenza significativa. A dover fare i conti con questa auto-analisi è un vecchio, malato e costretto a letto, in una giornata piovosa e ventosa nella città di confine di Tangeri.

## Edizione italiana
- Giorno di silenzio a Tangeri, a cura di Egisto Volterrani, traduzione di Egisto Volterrani, Giulio Einaudi Editore, 1994,  p. 95.